# Ferdinand Blümm
Ferdinand Blümm (* 19. Oktober 1768 in Neustadt an der Saale; † 30. August 1823 in Würzburg) war ein deutscher Klassischer Philologe.

## Leben
Ferdinand Blümm besuchte ab 1781 das Gymnasium zu Würzburg und studierte ab 1789 am theologischen Seminar, wo er 1793 zum Priester geweiht wurde. Nach zwei Jahren als Seelsorger arbeitete er ab 1795 als Präfekt des adligen Seminars und ab 1797 als Professor der Rhetorik am Würzburger Gymnasium. Am 27. Oktober 1806 wurde Blümm zum Professor der ersten philosophischen Klasse des Gymnasiums ernannt. Gleichzeitig erhielt er die philosophische Doktorwürde der Universität Würzburg und wurde zum Präfekten über die Gymnasien zu Würzburg und Münnerstadt. Von der dreifachen Ämterbelastung wurde er am 7. September 1809 befreit, als er zum ordentlichen Professor der Philologie an der Julius-Maximilians-Universität ernannt wurde. 1821 wurde er zum Domkapitular befördert und verließ die Universität. Er starb am 30. August 1823 im Alter von 54 Jahren.
Blümms Wirkungskreis beschränkte sich auf die Stadt Würzburg und ihre unmittelbare Umgebung. Er verfasste nur wenige Schriften, meist Gelegenheitsschriften und Reden, die nur selten gedruckt erschienen und dann auch nur in Würzburg verbreitet wurden. Allein seine Übersetzung der dritten Satire des Persius  (Aulus Persius Flaccus dritte Satyre im Versmase des Originals, Würzburg 1801) erfuhr größere Verbreitung.
In der universitären Lehre zeigte sich Blümm vielfältig. Neben der griechischen und römischen Literaturgeschichte las er auch mehrmals über die Geographie der Griechen und Römer (1817/18, 1818/19, 1819/20, 1821/22).